# 堀江宗正
堀江 宗正（ほりえ のりちか、1969年-　）は、日本の宗教学者、東京大学教授。専攻は、死生学、スピリチュアリティ研究、田中正造研究、宗教心理学など。

## 来歴
早稲田実業学校高等部卒、1992年東京大学文学部心理学科卒、2008年「心理学のなかの「宗教」 ポスト「宗教」・ポスト世俗主義の心理学的思想運動」で博士（文学）の学位を取得。2001年聖心女子大学文学部専任講師、2007年准教授、2013年東京大学人文社会系研究科准教授、2020年 同 教授、2023-5年 同 死生学・応用倫理センターのセンター長。

## 著作

### 著書
- 『歴史のなかの宗教心理学──その思想形成と布置』岩波書店 2009
- 『スピリチュアリティのゆくえ（若者の気分）』岩波書店 2011
- 『ポップ・スピリチュアリティ──メディア化された宗教性』岩波書店 2019

### 共著
- （高橋原との共著）『死者の力——津波被災地「霊的体験」の死生学』岩波書店 2021

### 編著書
- 『現代日本の宗教事情（いま宗教に向きあう　国内編1）』岩波書店 2018
- 『宗教と社会の戦後史』東京大学出版会 2019
- （小松美彦・市野川容孝との共編著）『〈反延命〉主義の時代——安楽死・透析中止・トリアージ』現代書館 2021

### 翻訳書
- フランシス・チャレット『ユングとスピリチュアリズム』 渡辺学、葛西賢太、高橋原との共訳 第三文明社 1997
- エーリッヒ・フロム『よりよく生きるということ』小此木啓吾監訳 第三文明社 2000
- エーリッヒ・フロム『聴くということ 精神分析に関する最後のセミナー講義録』松宮克昌との共訳 第三文明社 2012
- トニー・ウォルター『いま死の意味とは』岩波書店 2020
- トニー・ウォルター『近代世界における死』法政大学出版局 2024